# Kentaro Wada
Kentaro Wada (和田 健太郎 Wada Kentaro?, nacido el 28 de junio de 1996 en Kioto) es un futbolista japonés que se desempeña como delantero.

## Trayectoria

### Clubes
| Club               | País  | Año  |
| ------------------ | ----- | ---- |
| Gamba Osaka        | Japón | 2017 |
| Gamba Osaka sub-23 | Japón | 2017 |

## Estadística de carrera

### J. League
| Club               | Año   | J. League | J. League | Copa J. League | Copa J. League | Total | Total |
| Club               | Año   | Part.     | Goles     | Part.          | Goles          | Part. | Goles |
| ------------------ | ----- | --------- | --------- | -------------- | -------------- | ----- | ----- |
| Gamba Osaka        | 2017  | 0         | 0         | 0              | 0              | 0     | 0     |
| Gamba Osaka sub-23 | 2017  | 4         | 0         | -              | -              | 4     | 0     |
| Total              | Total | 4         | 0         | 0              | 0              | 4     | 0     |